# Lotterbach (Sieg)
Der Lotterbach ist ein etwa 1,3 km langer, orografisch rechter Nebenfluss der Sieg in Rheinland-Pfalz, Deutschland. Der Bach fließt vollständig im Gebiet der zum Landkreis Altenkirchen gehörenden Ortsgemeinde Wallmenroth.
Der Höhenunterschied zwischen Quelle und Mündung beträgt etwa 71 m, was bei einer Gewässerlänge von rund 1,3 km einem mittleren Sohlgefälle von 55 ‰ entspricht. 

## Geographische Lage
Der Lotterbach entspringt nördlich von Wallmenroth und fließt ca. 350 m komplett durch den Wald. Im Anschluss bis zur Mündung befindet sich auf der südlichen Seite des Baches das Siedlungsgebiet Wallmenroths. Nördlich des Bachs verbleibt das Einzugsgebiet in einer wäldlichen Lage. Das Einzugsgebiet liegt im äußersten Westen des Niederschelden-Betzdorfer Siegtales und des naturräumlichen Siegerlandes, das nach Westen vom Mittelsiegtal des Mittelsieg-Berglands abgelöst wird. Der 1,296 km lange Bach hat eine südöstliche Laufrichtung; er wird nach 829 m und 0,969 km² EZG linksseitig vom aus Nordosten kommenden, 1,208 km langen Walmenrother Waldbach (2723162; 0,677 km² EZG) gespeist, über den seine Länge folgerichtig 1,675 km betrüge.
Das Einzugsgebiet des Lotterbachs grenzt im Westen an das von Kleinstbächen wie dem Dasberger Seifen, im Nordwesten an jenes des Wisser Baches und im Nordosten an jenes der Asdorf.